# Série divergente

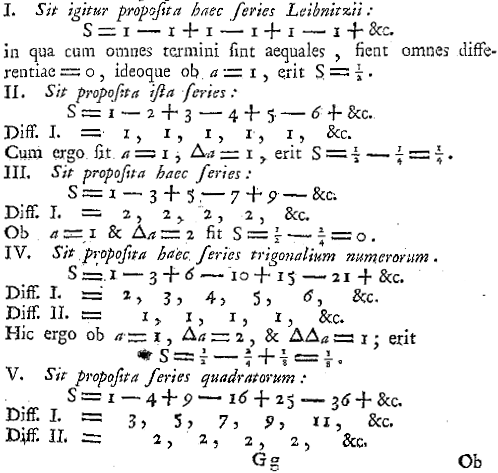
Document d'Euler attribuant diverses valeurs à des séries divergentes par méthode de différences finies.

En mathématiques, une série infinie est dite divergente si la suite de ses sommes partielles n'est pas convergente.
En ce qui concerne les séries de nombres réels, ou de nombres complexes, une condition nécessaire de convergence est que le terme général de la série tende vers 0. Par contraposition, cela fournit de nombreux exemples de séries divergentes, par exemple celle dont tous les termes valent 1. Un exemple de série divergente dont le terme général tend vers 0 est la série harmonique :
{\displaystyle 1+{1 \over 2}+{1 \over 3}+{1 \over 4}+{1 \over 5}+\cdots \ =\ \sum _{n=1}^{\infty }\ {\frac {1}{n}}.}
Dans certains cas, il est malgré tout possible d'attribuer une valeur finie (on parle aussi d'antilimite) à la série en usant d'une procédure dite de « sommation », ou de « sommabilité », dont il existe plusieurs variantes. La série de Grandi 1 – 1 + 1 – 1 + 1… se voit ainsi par exemple attribuer la valeur 1/2. Les valeurs ainsi obtenues n'ont souvent aucun rapport avec les sommes partielles de la série, ce qui conduit à des écritures paradoxales telles que 1 + 2 + 3 + 4 + ⋯ = -1/12.
En physique théorique, dans de nombreuses situations, on ne peut calculer des solutions qu'au moyen de la théorie des perturbations, qui fournit des résultats sous la forme de séries qui sont le plus souvent divergentes ; l'utilisation de sommes partielles convenables donne cependant d'excellentes approximations numériques. De façon plus surprenante, les valeurs obtenues par des méthodes de sommation telles que la régularisation zêta ont souvent un sens physique, par exemple dans le calcul de l'effet Casimir.

## Historique
La notion de convergence a donné lieu  chez les mathématiciens grecs à des interrogations « philosophiques »  bien représentées par les paradoxes de Zénon ; de plus, la convergence  (ou non) de  certaines séries telle que la série harmonique (dont la divergence a été démontrée au Moyen Âge par le mathématicien Nicole Oresme), nullement intuitive, demande des définitions précises. Bien que celles-ci n'aient été données rigoureusement qu'au 19e siècle, la non-convergence de la série de Grandi, ou la divergence grossière de la série 1 + 2 + 3 + 4 + ⋯ est clairement comprise dès le 17e siècle.
Leonhard Euler semble avoir été le premier à utiliser néanmoins de telles séries divergentes en étant pleinement conscient de l'apparente absurdité de ce qu'il écrivait ; on retrouve des remarques analogues sous la plume d'Abel et de Ramanujan. Cependant, l'explication du succès de leurs méthodes ne sera donnée qu'à la suite des travaux de Borel et de Hardy vers 1930 ; des applications plus précises, en particulier en physique ou en analyse numérique, ne sont justifiées qu'à partir des années 1990.

## Notions de convergence
Une première façon de définir la somme d'une série divergente consiste à changer la topologie de l'ensemble des nombres sur lesquels on travaille. Rappelons que la série de terme général {\displaystyle a_{n}} converge vers S lorsque la suite {\displaystyle (A_{n})_{n\in \mathbb {N} }} des sommes partielles {\displaystyle A_{n}=\sum _{k=0}^{n}a_{k}} tend vers S (noté alors {\displaystyle S=\sum _{n=0}^{+\infty }a_{n}}), c'est-à-dire lorsque {\displaystyle \lim _{n\to \infty }|S-A_{n}|=0}. Cette définition dépend cependant du choix de la norme | |, et il est possible de définir ainsi, par exemple, la limite d'une série divergente (au sens usuel) de rationnels, en choisissant sur ceux-ci une distance différente de la valeur absolue. Le théorème d'Ostrowski montre cependant que seules les valeurs absolues p-adiques possèdent suffisamment de propriétés convenables, ce qui ne permet de sommer que quelques séries divergentes, comme par exemple la série géométrique {\displaystyle \sum _{n=0}^{+\infty }R^{n}}, qui converge vers {\displaystyle {\frac {1}{1-R}}} dans le corps des nombres p-adiques si p divise R. 

## Méthodes de sommation
Une méthode de sommation est une fonction partant d'un certain sous-ensemble de l'ensemble des suites de sommes partielles de séries à termes réels ou complexes (qui s'identifie naturellement à l'ensemble des suites à termes réels ou complexes, mais il est usuel et donc plus pratique de ne pas faire cette identification quand on parle de série), et à valeurs dans l'ensemble des nombres réels ou complexes. On fixe les notations suivantes : (an) est une suite de nombres réels ou complexes, s est la série de terme général an, et ses sommes partielles sont notées {\displaystyle s_{n}=\sum _{i=0}^{n}a_{i}}. Les premières propriétés à discuter concernant une méthode de sommation M sont :
1. la régularité. Une méthode de sommation M est dite régulière si, dès que la suite de sommes partielles (sn) est convergente vers une limite S, l'identité M(s)=S est vérifiée.
2. la linéarité. La méthode M est dite linéaire si son ensemble de départ admet une structure d'espace vectoriel (réel ou complexe), et qu'elle définit une application linéaire de cet espace dans l'ensemble d'arrivée.
3. la stabilité. On définit une deuxième série s'  à partir de la série s par décalage, en posant que son terme général est  a'n=an+1 (ou encore que sa somme partielle est s'n=sn+1-s0). La méthode M est dite stable si l'appartenance de s'  à l'ensemble de départ de M est équivalente à celle de s, et si, dans ce cas, on a l'identité : M(s' )=M(s)-a0.

Certaines méthodes importantes, telles que la sommation de Borel ne sont pas stables. Du point de vue numérique, l'abandon des propriétés de régularité et de linéarité permet aussi d'aboutir à des méthodes puissantes, comme celle des approximants de Padé. Le changement de topologie mentionné au paragraphe précédent n'est pas non plus une méthode  régulière : il est possible de construire des suites de rationnels convergeant simultanément dans les réels et dans les p-adiques, mais vers des valeurs rationnelles distinctes.
La comparaison de deux méthodes distinctes de sommation peut se faire à travers les notions suivantes : deux méthodes A et B sont dites compatibles (ou consistantes) si elles assignent la même valeur à chaque série qu'elles somment toutes deux. Entre deux méthodes compatibles, si l'une parvient à sommer toutes les séries que l'autre parvient à sommer, elle est dite plus forte.

## Point de vue axiomatique
Le point de vue axiomatique consiste à trouver des conséquences sur les propriétés d'une méthode de sommation à partir des propriétés de base. Par exemple, toute méthode régulière, stable et linéaire qui parvient à sommer les séries géométriques de raison r différente de 1 les somme à la même valeur, spécifiée dans le calcul suivant :
{\displaystyle {\begin{aligned}G(r,c)&=\sum _{k=0}^{\infty }cr^{k}&&\\&=c+\sum _{k=0}^{\infty }cr^{k+1}&&{\mbox{ (par stabilité) }}\\&=c+r\sum _{k=0}^{\infty }cr^{k}&&{\mbox{ (par linéarité) }}\\&=c+r\,G(r,c),&&{\mbox{ donc }}\\G(r,c)&={\frac {c}{1-r}}.&&\\\end{aligned}}}

## Théorèmes abéliens et taubériens
Une méthode de sommation M est dite régulière si les résultats qu'elle fournit sont, pour les séries convergentes, les mêmes que les sommes de ces séries au sens classique. Un tel résultat porte le nom général de théorème abélien, et le théorème d'Abel portant sur la valeur des séries entières sur le cercle de convergence, en est un prototype. Les théorèmes taubériens sont des résultats réciproques, assurant qu'une méthode M de sommation étant fixée, toute série sommée par cette méthode vérifiant une certaine condition supplémentaire (dépendant de la méthode) est en fait une série convergente. Demander une condition supplémentaire est important, puisqu'une méthode vérifiant un théorème taubérien sans une telle condition ne serait en fait pas capable de sommer d'autres séries que les convergentes, et donc sans intérêt pour l'étude des séries divergentes. 
L'opérateur qui assigne à une série convergente sa somme est linéaire ; de plus, d'après le théorème de Hahn-Banach, il peut être prolongé en un opérateur linéaire sur l'espace des séries dont la suite des sommes partielles est bornée. Cependant, cette manière d'attaquer le problème s'avère peu fertile : d'une part, la démonstration obtenue ainsi repose sur le lemme de Zorn, et est donc non constructive ; d'autre part, il n'y a aucun résultat d'unicité, et les différentes méthodes de sommation obtenues sont peu compatibles.
Le problème de la sommation des séries divergentes est ainsi centré sur la recherche des méthodes explicites, telles que la sommation d'Abel, le lemme de Cesàro, ou la sommation de Borel, et leurs relations. Les théorèmes taubériens forment aussi un sujet important ; notamment à travers le théorème taubérien de Wiener qui éclaira des liens inattendus entre l'analyse de Fourier et les méthodes issues de l'étude des algèbres de Banach.
La sommation des séries divergentes est aussi liée aux méthodes d'extrapolation et aux méthodes de transformation de suite, telles que les approximants de Padé.

## Moyennes de Nörlund
Soit p = (pn) une suite à termes positifs et vérifiant la convergence :
{\displaystyle {\frac {p_{n}}{p_{0}+p_{1}+\cdots +p_{n}}}\rightarrow 0.}
Soit une suite s, de terme général sm. Sa moyenne de Nörlund relativement à la suite p est la limite de la suite de terme général :
{\displaystyle t_{m}={\frac {p_{m}s_{0}+p_{m-1}s_{1}+\cdots +p_{0}s_{m}}{p_{0}+p_{1}+\cdots +p_{m}}},}
et elle est notée Np(s).
Ces méthodes de sommations sont régulières, linéaires, stables, et consistantes entre elles. Pour k entier strictement positif, le cas particulier de la suite p(k) de terme général :
{\displaystyle p_{n}^{(k)}={n+k-1 \choose k-1}={\frac {(n+k-1)!}{(k-1)!\ n!}}={\frac {\Gamma (n+k)}{\Gamma (k)\Gamma (n+1)}}}
est la méthode de sommation de Cesàro d'ordre k, notée Ck, avec donc : Ck(s) = N(p(k))(s). On prolonge généralement cette définition en notant C0 la sommation usuelle des séries convergentes ; C1 est la sommation de Cesàro ordinaire, puisque {\displaystyle p_{n}^{(1)}=1}. Pour h > k, la sommation de Cesàro d'ordre h est plus forte que celle d'ordre k.

## Méthodes de sommation d'Abel
Ne doit pas être confondu avec sommation par parties ou formule sommatoire d'Abel.
Soit λ = {λ0, λ1, λ2, …} une suite de réels positifs strictement croissante tendant vers l'infini. La somme d'Abel liée à la suite λ d'une série s de terme général an est 
{\displaystyle A_{\lambda }(s)=\lim _{x\rightarrow 0^{+}}f(x),}
sous la condition que la somme suivante définissant la fonction f soit convergente pour x assez proche de 0 :
{\displaystyle f(x)=\sum _{n=0}^{+\infty }a_{n}e^{-\lambda _{n}x}.}
Les séries de cette forme sont des généralisations des séries de Dirichlet.
Ces méthodes de sommation sont régulières, linéaires, stables, mais il n'y a pas en général consistance entre deux telles méthodes (c'est-à-dire pour deux choix distincts de λ).

### Sommation d'Abel
Dans le cas λn = n, on obtient par le changement de variables z = e–x l'expression :
{\displaystyle f(x)=\sum _{n=0}^{+\infty }a_{n}\mathrm {e} ^{-nx}=\sum _{n=0}^{+\infty }a_{n}z^{n}.}
La limite de f quand x tend vers 0 est donc la limite de la série entière {\displaystyle g(z)=\sum _{n=0}^{+\infty }a_{n}z^{n}} quand z tend vers 1 (le long de l'axe réel, par valeurs inférieures). Si cette limite existe, la série {\textstyle \sum a_{n}} est dite convergente au sens d'Abel, et sa somme d'Abel est égale à cette limite .
Si la série est {\displaystyle (C,\alpha )}-convergente pour un certain {\displaystyle \alpha } (voir à sommation de Cesàro), ou ce qui est équivalent, elle est convergente au sens de Hölder, alors elle est convergente au sens d'Abel, de même somme.

### Sommation de Lindelöf
Dans le cas λn = n ln(n), on obtient :
{\displaystyle f(x)=a_{1}+a_{2}2^{-2x}+a_{3}3^{-3x}+\cdots .}
La limite quand x tend vers 0 est la somme de Lindelöf de la série de terme général an. Cette méthode a des applications aux séries entières.

## Prolongement analytique
Les méthodes précédentes peuvent être interprétées comme des valeurs de fonctions associées à la série ; plusieurs autres  méthodes de sommation se basent sur un prolongement analytique d’une telle fonction.

### Pour les séries entières
Si Σanxn converge pour x de petit module et peut être prolongée du point x=0 au point x=1 par un certain chemin, alors la somme Σan peut être définie comme la valeur de ce prolongement  en x=1. On remarquera que cette sommation peut changer selon le chemin choisi.

### Sommation d'Euler
La sommation d'Euler est essentiellement une forme explicite de prolongement analytique. Si une série entière Σanzn converge pour tout complexe z et peut être analytiquement prolongée continûment sur le disque ouvert de diamètre [−1/(q+1) , 1] et est continue en 1, alors la valeur en ce point est appelée la somme d'Euler de la série Σan et notée (E,q)Σan Euler utilisait cette technique avant que l'idée de prolongement analytique soit clairement définie et a donné plusieurs résultats pour le cas des séries entières.
La sommation d'Euler peut être itérée, ce qui donnera in fine un prolongement analytique de la série entière au point z=1.

### Pour les séries de Dirichlet
On peut définir la somme de la série Σan  comme la valeur donnée par le prolongement analytique d'une série de Dirichlet
{\displaystyle f(s)={\frac {a_{1}}{1^{s}}}+{\frac {a_{2}}{2^{s}}}+{\frac {a_{3}}{3^{s}}}+\cdots }
pour s=0, si la valeur limite existe et est unique.

### Par la régularisation zêta
Si la série
{\displaystyle f(s)={\frac {1}{a_{1}^{s}}}+{\frac {1}{a_{2}^{s}}}+{\frac {1}{a_{3}^{s}}}+\cdots }
(pour an positifs) converge pour s assez grand et peut être prolongée analytiquement sur la droite réelle vers s=−1, alors sa valeur en s=−1 est appelée la somme de la série « zêta-régularisée » Σan . Cette régularisation est non linéaire.
En applications, les nombres ai sont parfois les valeurs propres d'un opérateur auto-adjoint A de résolvante compacte, et dans ce cas, f(s) est la trace de A−s. Par exemple, si A admet comme valeurs propres 1, 2, 3, … alors f(s) est la fonction zêta de Riemann, ζ(s), dont la valeur en s=−1 vaut −1/12, ce qui permet de donner cette valeur à la série 1 + 2 + 3 + 4 + ⋯. D'autres valeurs de s peuvent être données pour les séries divergentes
 {\displaystyle \zeta (-s)=\sum _{n=1}^{\infty }n^{s}=1^{s}+2^{s}+3^{s}+\ldots =-{\frac {B_{s+1}}{s+1}}}
où Bk est un nombre de Bernoulli.

## Applications
Paradoxalement, l'utilisation de séries divergentes (venant typiquement de développements asymptotiques) en calculant seulement les sommes partielles tronquées au terme le plus petit donne souvent des résultats numériques plus précis (et avec moins de calculs) que ceux obtenus à l'aide de séries convergentes. En physique théorique, dans de nombreuses situations, par exemple le problème à N corps en mécanique céleste lorsque N > 2, le problème à N corps en relativité générale lorsque N > 1, le problème à N > 2 corps en mécanique quantique, la théorie quantique des champs perturbative du « modèle standard » etc., on ne peut calculer des solutions qu'au moyen de la théorie des perturbations, qui fournit des résultats sous la forme de séries qui sont le plus souvent divergentes, mais pour lesquelles la méthode des sommes partielles donne d'excellentes approximations.

#### Vulgarisation
Jean-Pierre Ramis, « Les séries divergentes », Pour la science, 350 (décembre 2006), 132-139.

#### Bibliothèque virtuelle
- Journées X-UPS ; Séries divergentes et procédés de resommation, (1991) ([PDF] lire en ligne). Contient les quatre contributions suivantes :
  - Jean-Pierre Ramis, « Séries divergentes et théories asymptotiques » ;
  - Michèle Loday-Richaud, « Séries formelles provenant de systèmes différentiels linéaires méromorphes » ;
  - Jean Thomann, « Procédés formels et numériques de sommation de séries solutions d'équations différentielles » ;
  - Alain Chenciner, « Séries divergentes de la mécanique céleste (problèmes planétaires) ».
- [PDF] « Du vieux et du neuf sur les séries divergentes », conférence de Frédéric Pham, portant principalement sur la sommation de Borel.
- Jean-Pierre Ramis, « Poincaré et les développements asymptotiques (Première partie) », SMF, Gazette, vol. 133,‎ juillet 2012 (lire en ligne [PDF])
- Jean-Pierre Ramis, « Les développements asymptotiques après Poincaré : continuité et… divergences (Deuxième partie) », SMF, Gazette, vol. 134,‎ octobre 2012 (lire en ligne [PDF])

#### Ouvrages de référence
- Leonhard Euler, « Remarques sur un beau rapport entre les séries des puissances tant directes que réciproques », Mémoires de l'Académie des sciences de Berlin, 17, 1768, p. 83-106 ; Opera Omnia : Series 1, vol. 15, p. 70-90 ; Euler Archive : E352 (lire en ligne) ; ce texte, écrit en 1749, constitue une des premières utilisations de séries clairement divergentes, et, concernant ces formules, il écrit lui-même (p. 2) : « cela doit paraître bien paradoxe ».
- Plus généralement, le travail  d'Euler sur les séries divergentes est analysé dans (en) cet article de Ed Sandifer  (dans une série intitulée How Euler did it).
- Émile Borel, Leçons sur les séries divergentes, Gauthier-Villars, Paris, 2e éd., 1928
- (en) Godfrey Harold Hardy, Divergent Series, Oxford University Press, 1949 ; rééd. AMS, 1992  (ISBN 0-8218-2649-2) ; [lire en ligne]
- Jean-Pierre Ramis, Séries divergentes et théories asymptotiques, Panoramas et Synthèses, 0, 1994  (ISBN 2-85629-024-8)
- Bernard Malgrange, « Sommation des séries divergentes », Expositiones Mathematicae, 13 (1995), 163-222